# Суммеркент
Суммеркент — средневековый город, располагавшийся в дельте Волги. Единственное упоминание в письменных источниках содержится в сочинении Гильома де Рубрука, который проезжал через дельту Волги в 1254 году и посетил Суммеркент. Точное местоположение достоверно не установлено.

## Этимология
Название как и вероятно в случае с Самаркандом и Шумерханом имеет общее происхождение и корни с тюркских языков.

## Суммеркент в книге Гильома де Рубрука
В сорок девятой главе книги Гильома де Рубрука «Путешествие в восточные страны Вильгельма де Рубрука в лето Благости 1253» содержится единственное упоминание города Суммеркента. Прибыв по возвращении из Каракорума в ставку Сартака где-то между Доном и Волгой, Рубрук отправляется далее в ставку Бату:
«…Прибыл же я ко двору Бату в тот же день, в который удалился от него в истекшем году, а именно два дня спустя после Воздвижения Святого Креста, и с радостью обрел наших служителей здоровыми, но удрученными сильной скудностью, о чём рассказывал мне Госсет … Затем мы месяц путешествовали с Бату, раньше чем могли получить проводника. … Затем я пустился в путь к Сараю ровно за две недели до праздника Всех Святых, направляясь прямо на юг и спускаясь по берегу Этилии, которая там ниже разделяется на три больших рукава; каждый из них почти вдвое больше реки (Нила) у Дамиетты. Кроме того, Этилия образует ещё четыре меньших рукава, так что мы переправлялись через эту реку на суднах в 7 местах. При среднем рукаве находится город, по имени Суммеркент, не имеющий стен; но когда река разливается, город окружается водой. Раньше чем взять его, татары стояли под ним 8 лет. А жили в нём Аланы и Саррацины. Там мы нашли одного немца с женой, человека очень хорошего, у которого останавливался Госсет. Именно Сартах посылал его туда, чтобы облегчить таким образом свой двор. Вблизи этих мест пребывают, около Рождества Христова, Бату с одной стороны реки, а Сартах с другой, и далее не спускаются. Бывает, что река замерзает совершенно, и тогда они переправляются через неё. Здесь имеется огромное изобилие трав, и татары прячутся там между тростников, пока лед не начнет таять».

## Научные версии расположения Суммеркента
Археологами Э. Д. Зиливинской, Д. В. Васильевым, Т. Ю. Гречкиной и Л. В. Яворской неоднократно высказывалась версия о локализации Суммеркента, Самосдельском городище в дельте Волги. Основаниями для локализации города на Самосдельском городище являются мощные культурные отложения XI—XIV веков, зафиксированные в ходе раскопок на данном памятнике, многочисленные находки, которые уверенно датируются предмонгольским временем и соотносятся с двумя основными группами населения городища — булгарской и огузской. Впрочем, авторы не приводили в своих высказываниях какой-либо серьёзной аргументации. Прямых доказательств локализации Суммеркента на Самосдельском городище нет, кроме того, что там исследованы на двух раскопах мощные слои золотоордынского времени, причём на одном из раскопов зафиксирован слой пожара и разрушения зданий предмонгольского периода, связанный с монгольским нашествием. Отчётливо выделяется затем период восстановления и обживания руин возвратившимся после прекращения военных действий населением, к нему относится использование домонгольских керамических и строительных традиций. Во второй половине — конце XIII века здесь наблюдается упадок, связанный, вероятно, с ухудшением экономической ситуации. Здания XII века, пережившие монгольское нашествие, пустеют и некоторое время стоят заброшенными. К первой половине XIV века относится период разрушения зданий предмонгольского времени и строительства поверх руин небольших по площади домов, в которых прослеживаются черты как домонгольские, традиционные для местного населения, так и черты золотоордынского гражданского зодчества.
Возможность соотнесения местоположений Саксина и Суммеркента — довольно распространённое мнение в науке.
Существует более обоснованная версия о соотнесении города Суммеркента с городищем Мошаик, которое располагается на восточной окраине г. Астрахани. Описание города Суммеркента, приведённое выше, вполне справедливо и применительно к городищу Мошаик. Городище, вероятно, также окружалось водой во время половодий, так как располагается на бугре в прибрежной части. Многонациональность и многокомпонентность населения городища, судя по характеру находок, также является одной из характеристик данного памятника. К сожалению, ограниченный характер раскопок и слабая изученность стратиграфии, а также полное отсутствие хронологических колонок не позволяют на настоящий момент с уверенностью говорить о подробностях жизни городища, неясны его размеры и интенсивность обживания на разных хронологических этапах. Однако именно расположение его, а также наличие на нём значительных слоёв золотоордынского времени, изученных Е. В. Шнайдштейн, позволяют сделать осторожное предположение о соотнесении именно городища Мошаик с Суммеркентом, о котором говорит Рубрук. На могильнике городища были исследованы захоронения, датирующиеся периодом IX—XII вв., что синхронизирует данный памятник с Самосдельским городищем, а анализ керамического материала, произведённый П. В. Поповым, указывает на культурное родство данных археологических объектов. Вполне вероятно, что данные два памятника связаны общностью происхождения и являются свидетельствами существования в дельте Волги в предмонгольское время не только города, но и области Саксин, что отмечал в своё время Г. А. Фёдоров-Давыдов.